# Lukas Britschgi
Lukas Britschgi (* 17. Februar 1998 in Schaffhausen) ist ein Schweizer Eiskunstläufer, der im Einzellauf startet. Er ist der Europameister 2025 und fünffacher Schweizer Meister im Eiskunstlauf.

## Karriere
Britschgi gewann bei den Junioren 2015 Silber und 2016 Gold bei den Schweizer Meisterschaften. Seit der Saison 2016/17 tritt er in Wettbewerben bei den Erwachsenen an. Nach einer Silbermedaille bei den Schweizer Meisterschaften gewann er im Februar 2017 bei der Sofia Trophy in Bulgarien mit Silber seine erste internationale Medaille.
In der Saison 2018/19 wurde Britschgi erstmals Schweizer Meister. Er qualifizierte sich ausserdem für die Europa- und Weltmeisterschaften, bei denen ihm die Qualifikation für die Kür nicht gelang. Zwei Jahre später gelang Britschgi bei den Eiskunstlauf-Weltmeisterschaften 2021 in Stockholm mit Platz 17 im Kurzprogramm die Qualifikation für die Kür. Wie auch im Kurzprogramm stand er in der Kür einen vierfachen Toeloop. Im Gesamtergebnis erreichte er bei den Weltmeisterschaften 2021 mit persönlicher Bestleistung Platz 15. Diese Platzierung sicherte der Schweiz einen Quotenplatz bei den Olympischen Winterspielen 2022 in Peking.
Bei den Europameisterschaften 2023 in Finnland gelang ihm mit Platz 3 sein bis dahin bestes Ergebnis.
Bei den Weltmeisterschaften 2024 im kanadischen Montreal wurde Britschgi Sechster. Mit 180,68 Punkten lief er die bislang beste Kür seiner Karriere und erreichte mit einer Gesamtpunktzahl von 274,09 eine neue persönliche Bestleistung. Nach dem Kurzprogramm hatte er sogar auf Rang 5 gelegen.
2025 wurde er in Tallinn Europameister. Nach dem Kurzprogramm hatte er nur auf dem 8. Platz gelegen, dank der bis dahin besten Kür seiner Karriere (184,19 Punkte) setzte er sich an die Spitze des Klassements. Es war nach 78 Jahren der erste Sieg eines Schweizer Einzelläufers bei den Europameisterschaften, seit Hans Gerschwiler 1947 den Titel geholt hatte.

## Ergebnisse
| Meisterschaft / Jahr                                                               | 2017    | 2018    | 2019    | 2020    | 2021    | 2022    | 2023    | 2024    | 2025    |
| ---------------------------------------------------------------------------------- | ------- | ------- | ------- | ------- | ------- | ------- | ------- | ------- | ------- |
| Olympische Winterspiele                                                            |         |         |         |         |         | 23.     |         |         |         |
| Weltmeisterschaften                                                                |         |         | 34.     | A       | 15.     |         | 8.      | 6.      | 12.     |
| Europameisterschaften                                                              |         |         | 31.     | 19.     | A       | 11.     | 3.      | 5.      | 1.      |
| Schweizer Meisterschaften                                                          | 2.      | 3.      | 1.      | 1.      | A       | 1.      |         | 1.      | 1.      |
| Wettbewerb / Saison                                                                | 2016/17 | 2017/18 | 2018/19 | 2019/20 | 2020/21 | 2021/22 | 2022/23 | 2023/24 | 2024/25 |
| GP Grand Prix de France                                                            |         |         |         |         |         |         | 7.      | 4.      | 9.      |
| GP Skate Canada                                                                    |         |         |         |         |         |         | 6.      |         |         |
| GP Finnland                                                                        |         |         |         |         |         |         |         |         | 5.      |
| CS Alpen Trophy                                                                    |         |         | 9.      |         |         |         |         |         |         |
| CS Budapest Trophy                                                                 |         |         |         |         |         |         | 2.      | 2.      | 2.      |
| CS Finlandia Trophy                                                                |         |         | 8.      |         |         | 8.      | 5.      | 4.      |         |
| CS Nebelhorn Trophy                                                                |         |         |         |         | 8.      |         |         |         |         |
| CS Ondrej Nepala Trophy                                                            |         | 15.     |         |         |         |         |         |         |         |
| CS Tallinn Trophy                                                                  | 13.     |         |         |         |         |         |         |         |         |
| CS Warsaw Cup                                                                      |         | 12.     |         | 6.      |         | 7.      | 3.      |         |         |
| GP = ISU-Grand-Prix-Serie; CS = ISU-Challenger-Serie; A = ausgefallener Wettbewerb |         |         |         |         |         |         |         |         |         |